# Финляндия на «Евровидении-2007»
Выступление Финляндии на конкурсе песни Евровидение 2007, которое прошло в столице Финляндии в городе Хельсинки, стало 41-м участием на Евровидении для этой страны. Страну представляла Ханна Пакариен с песней Leave me alone (Оставь меня в покое).

## Национальный отбор
Национальный отбор прошел по следующей схеме: 12 приглашенных артистов исполнили по 2 песни в полуфиналах, лучшая песня каждого артиста прошла в финал. Полуфиналы прошли 20 и 27 января, 3 и 10 февраля, финал прошел 17 февраля. Победителем стала Ханна Пакариен с песней «Leave me alone». Также в конкурсе принимал участие и Юкка Куоппамяки — один из самых известных певцов и композиторов Финляндии, однако он занял лишь 10-е место в отборочном круге.
| №  | Исполнитель     | Песня              | Баллы | Место |
| 1  | Hanna Pakarinen | Leave Me Alone     | 73052 | 1     |
| 4  | Lovex           | Anyone Anymore     | 38175 | 3     |
| 10 | Thunderstone    | Face In The Mirror | 54716 | 2     |

## Голосование
Коэффициент на победу Пакаринен был крайне высоким и колебался от 50 до 80 в разных букмекерских конторах.
В финале Финляндии 12 баллов дали  Исландия, Швеция.
| Голоса за финского исполнителя | Голоса за финского исполнителя |
| ------------------------------ | ------------------------------ |
| Оценка                         | Страны                         |
| 12                             | Швеция, Исландия               |
| 10                             | −                              |
| 8                              | −                              |
| 7                              | Андорра                        |
| 6                              | Эстония                        |
| 5                              | Литва                          |
| 4                              | Норвегия, Дания                |
| 3                              | −                              |
| 2                              | −                              |
| 1                              | Беларусь, Германия, Швейцария  |

| Голоса финских телезрителей | Голоса финских телезрителей |
| --------------------------- | --------------------------- |
| Оценка                      | Страна                      |
| 12                          | Сербия                      |
| 10                          | Венгрия                     |
| 8                           | Швеция                      |
| 7                           | Грузия                      |
| 6                           | Украина                     |
| 5                           | Болгария                    |
| 4                           | Турция                      |
| 3                           | Россия                      |
| 2                           | Молдова                     |
| 1                           | Германия                    |